# 福田地区 (倉敷市)
福田地区（ふくだちく）は、岡山県倉敷市水島地域にある地区である。同地域の北東部を占め、旧児島郡福田町のうち狭義の水島地区に該当するエリアを除いたものである。

## 概要
水島支所管内の東部を占め、かつては旧東高梁川河口東岸であった。
旧児島の北西地域にあたり、山地とその谷部、および山麓部（かつての沿岸）に古くからの集落が存在する。それらの集落は古くは半農半漁の生活を行っていた。一方南寄りの呼松は、漁村として栄えた。
近世になると、児島山塊東麓から旧東高梁川河口部や沖合までを相次ぐ干拓で、次第に切り開いていき現在の土地まで拡大した。
享保元年に福田新田（現・古新田）が干拓されたのを皮切りに、弘化2年にはその西方沖が干拓され福田新田が生まれた（旧福田新田を福田古新田に改称）。これらの干拓地は広大で、農村地として稲作やイグサ、綿花など農業が盛んに行われた。
明治大正期の東高梁川廃川による廃川地の開発を経て、近現代においても干拓は行われ、昭和22年には王島南沖および呼松西沖が干拓され、福田新開（西と東に分かれる）が完成した。他にも福崎新開や高砂新開も干拓されている。これら近現代の干拓地は現在水島臨海工業地帯の一部となっている。
昭和16年、旧東高梁川廃川地に三菱重工業の航空機製作所が建設され、変容の第一歩となった。
福田公園をはじめ、当地は緩衝緑地帯などの環境整備が進んでいる。

## 地域

### 福田（福田町）
当地の中北部にあたる。かつての福田村（初代）に相当し、狭義の福田にあたる。福田町浦田・同福田・同古新田からなり、古新田はかつては海域であり、近世の干拓により開発された新田地帯であった。
地域南端は、東塚や広江北西部とともに旧福田町の中枢部で、役場が置かれていた。現在は水島緑地福田公園やライフパークがある。

### 旧福田新田
かつての福田新田村に相当。享保年間に造成された新田（現・古新田）の西を嘉永年間に干拓した三角形をした新田地帯。西側に水島市街、南側に水島工業地帯と隣接する。かつては稲作や畑作などの農業地帯であったが、現在は農地はほぼなくなり、幹線道路が敷設され、宅地化・市街化している。

#### 北畝
当地の北部にあたり、福田地区の中西部にあたる。

#### 東塚
当地の中東部にあたり、福田地区の中南部にあたる。

#### 中畝
当地の中西部にあたり、福田地区の南西部にあたる。

#### 南畝
当地の南西部にあたり、福田地区の最南西にあたる。水島工業地帯に隣接しているため、企業の事業所や工場が多く立地している。一部を水島工業地帯の範囲とされる場合もある。

#### 松江
当地の南東部にあたり、福田地区の南部にあたる。もともと島であった王島山の周辺地区である。水島工業地帯に隣接しているため、企業の事業所や工場が多く立地している。一部を水島工業地帯の範囲とされる場合もある。

### 呼松
かつての呼松村に相当。当地の南部にあたる呼松と、および東部にあたる広江からなる。
呼松は、福田南東部の鴨ヶ辻山西麓の海沿いにある呼松港を中心とした地区で、古くから釣漁と網漁が盛んな漁村であった。現在は、漁獲高減少などにより漁業者は減少傾向にある。
広江は、福田東部にあり、児島の郷内地区と隣接。西部の平地は市街化が著しく、中東部は新興住宅地が多く立地している。

### 潮通
上記の旧福田新田地区の南に造成された地区で、水島工業地帯の一角を占める（B地区）。小学校通学区域では、東塚などと同じ第一福田小学校区となっており、福田地区の一部とされることもある。

## 人口・世帯数
平成24年9月末現在。
| 町字          | 世帯数 | 男性人口 | 女性人口 | 総人口 | 備考                 |
| - 福田 -      |        |          |          |        |                      |
| ------------- | ------ | -------- | -------- | ------ | -------------------- |
| 福田町浦田    | 1092   | 1320     | 1351     | 2671   |                      |
| 福田町福田    | 1081   | 1210     | 1296     | 2506   |                      |
| 福田町古新田  | 2434   | 3188     | 3243     | 6431   |                      |
| （福田 合計） | 4607   | 5718     | 5890     | 11608  |                      |
| - 北畝 -      |        |          |          |        |                      |
| 北畝１丁目    | 820    | 900      | 825      | 1725   |                      |
| 北畝２丁目    | 626    | 662      | 647      | 1309   |                      |
| 北畝３丁目    | 298    | 339      | 360      | 699    |                      |
| 北畝４丁目    | 526    | 632      | 627      | 1259   |                      |
| 北畝５丁目    | 677    | 841      | 866      | 1707   |                      |
| 北畝６丁目    | 732    | 897      | 924      | 1821   |                      |
| 北畝７丁目    | 261    | 323      | 321      | 644    |                      |
| （北畝 合計） | 3940   | 4594     | 4570     | 9164   |                      |
| - 東塚 -      |        |          |          |        |                      |
| 中畝１丁目    | 222    | 222      | 198      | 420    |                      |
| 中畝２丁目    | 458    | 579      | 507      | 1086   |                      |
| 中畝３丁目    | 350    | 421      | 358      | 779    |                      |
| 中畝４丁目    | 438    | 492      | 490      | 982    |                      |
| 中畝５丁目    | 382    | 403      | 384      | 787    |                      |
| 中畝６丁目    | 85     | 98       | 108      | 206    |                      |
| 中畝７丁目    | 302    | 355      | 309      | 664    |                      |
| 中畝８丁目    | 351    | 450      | 404      | 854    |                      |
| 中畝９丁目    | 189    | 212      | 188      | 400    |                      |
| 中畝１０丁目  | 239    | 274      | 274      | 548    |                      |
| 福田町東塚    | 5      | 8        | 7        | 15     |                      |
| 東塚１丁目    | 147    | 175      | 195      | 370    |                      |
| 東塚２丁目    | 302    | 364      | 340      | 704    |                      |
| 東塚３丁目    | 521    | 585      | 592      | 1177   |                      |
| 東塚４丁目    | 499    | 670      | 639      | 1309   |                      |
| 東塚５丁目    | 364    | 436      | 427      | 863    |                      |
| 東塚６丁目    | 145    | 170      | 163      | 333    |                      |
| 東塚７丁目    | 206    | 239      | 204      | 443    |                      |
| 福田町南畝    | 0      | 0        | 0        | 0      |                      |
| 南畝１丁目    | 64     | 60       | 64       | 124    |                      |
| 南畝２丁目    | 98     | 129      | 93       | 222    |                      |
| 南畝３丁目    | 208    | 264      | 223      | 487    |                      |
| 南畝４丁目    | 0      | 0        | 0        | 0      |                      |
| 南畝５丁目    | 189    | 239      | 197      | 436    |                      |
| 南畝６丁目    | 92     | 99       | 88       | 187    |                      |
| 南畝７丁目    | 100    | 107      | 102      | 209    |                      |
| 福田町松江    | 0      | 0        | 0        | 0      |                      |
| 松江１丁目    | 113    | 144      | 125      | 269    |                      |
| 松江２丁目    | 23     | 24       | 20       | 44     |                      |
| 松江３丁目    | 168    | 204      | 202      | 406    |                      |
| 松江４丁目    | 23     | 28       | 26       | 54     | 水島に含むこともある |
| 潮通１丁目    | 0      | 0        | 0        | 0      | 水島に含むこともある |
| 潮通２丁目    | 0      | 0        | 0        | 0      | 水島に含むこともある |
| 潮通３丁目    | 0      | 0        | 0        | 0      | 水島に含むこともある |
| （東塚 合計） | 6283   | 7451     | 6927     | 14378  |                      |
| - 呼松 -      |        |          |          |        |                      |
| 福田町広江    | 5      | 6        | 10       | 16     |                      |
| 広江１丁目    | 255    | 315      | 326      | 641    |                      |
| 広江２丁目    | 352    | 456      | 445      | 901    |                      |
| 広江３丁目    | 278    | 397      | 320      | 717    |                      |
| 広江４丁目    | 0      | 0        | 0        | 0      |                      |
| 広江５丁目    | 189    | 262      | 262      | 524    |                      |
| 広江６丁目    | 260    | 321      | 314      | 635    |                      |
| 広江７丁目    | 679    | 902      | 849      | 1751   |                      |
| 広江８丁目    | 225    | 321      | 316      | 637    |                      |
| 呼松町        | 0      | 0        | 0        | 0      |                      |
| 呼松１丁目    | 159    | 163      | 191      | 354    |                      |
| 呼松２丁目    | 151    | 155      | 177      | 332    |                      |
| 呼松３丁目    | 134    | 136      | 163      | 299    |                      |
| （呼松 合計） | 2687   | 3434     | 3373     | 6807   |                      |
| 福田全域 総計 | 17517  | 21197    | 20760    | 41957  |                      |

## 郵便番号
- 福田町浦田 - 712-8031
- 福田町福田 - 712-8041
- 福田町古新田 - 712-8046
- 福田町広江 - 712-8042
- 広江 - 712-8043
- 呼松町 - 712-8053
- 呼松 - 712-8053
- 北畝 - 712-8032

- 中畝 - 712-8051
- 福田町東塚 - 712-8045
- 東塚 - 712-8044
- 福田町南畝 - 712-8055
- 南畝 - 712-8055
- 福田町松江 - 712-8052
- 松江 - 712-8052
- 潮通 - 712-8054

## 学区
小学校区
- 第一福田 - 中畝1〜5丁目（各一部を除く）、中畝6～10丁目・福田町南畝・南畝1～7丁目・松江1～4丁目・福田町東塚・東塚1～7丁目・潮通1～3丁目の各全域
- 第二福田 - 福田町浦田（五軒屋地区を除く）、福田町福田・福田町古新田の各全域、福田町広江のうち三軒屋地区のみ
- 第三福田 - 広江1～8丁目・呼松町・呼松1～3丁目の各全域、福田町広江の三軒屋を除く地域
- 第四福田 - 北畝1〜7丁目全域

（第五福田は、現在水島となる）
中学校区
- 福田 - 北畝1〜7丁目、福田町浦田（五軒屋地区を除く）、福田町福田・福田町古新田の各全域、福田町広江のうち三軒屋地区のみ
- 福田南 - 中畝1〜5丁目（各一部を除く）、中畝6～10丁目・福田町南畝・南畝1～7丁目・松江1～4丁目・福田町東塚・東塚1～7丁目・潮通1～3丁目、広江1～8丁目・呼松町・呼松1～3丁目の各全域、福田町広江の三軒屋を除く地域

## 沿革
- 明治22年 - 児島郡広江村・呼松村が合併して呼松村、同郡松江村・東塚村・南畝村・中畝村・北畝村が合併し福田新田村、同郡福田古新田村・福田村・浦田村が合併し新たなる福田村をそれぞれ新設。
- 明治37年 - 児島郡呼松村・福田新田村・福田村が合併し、新たな福田村を新設。
- 大正14年 - 高梁川改修工事が完了。東高梁川は廃川となり、河口廃川地の東半分を福田村側に併合。
- 昭和16年 - 三菱重工業航空機製作所が建設される。
- 昭和18年7月 - 水島臨海鉄道が開通。
- 昭和20年6月 - 水島空襲
- 昭和22年12月9日 - 町制施行により、福田町へ改称。
- 昭和28年 - 水島臨海工業地帯の開発が計画される。
- 昭和28年6月1日 - 西隣の浅口郡連島町とともに旧倉敷市へ編入合併。
- 昭和33年 - 水島臨海工業地帯が造成される。
- 昭和52年 - 水島緑地福田公園が完成。

## 地勢
山岳
- 王島山
- 城山 (倉敷市)
- 黒山 (倉敷市)
- 鴨ヶ辻山
- 山王山

河川
- 八間川

ため池
- 真弓池
- 古城池

## 産業
農業
- 米
- ムギ
- イグサ
- 甘藷
- スイカ

漁業
- 真鯛
- 鰆
- 貝類

工業
- 水島臨海工業地帯関連

## 主要施設
文化施設
- ライフパーク倉敷 - 古新田
- 倉敷市水島緑地福田公園 - 古新田

神社仏閣
- 蓮華院 - 真言宗、浦田
- 般若院 - 真言宗、福田
- 安楽院 - 真言宗、呼松
- 万蔵庵 - 臨済宗、呼松
- 持命院 - 真言宗、広江
- 浦田神社 - 浦田
- 天神宮 - 福田
- 中桐神社 - 福田
- 浜田神社 - 古新田
- 八幡神社 - 呼松
- 天石門保久羅神社 - 広江

## 名所・旧跡
- 黒山城址 - 浦田
- 蓮華院 - 浦田
- 福田貝塚 - 福田
- 千人塚 - 広江

## 交通
鉄道
- 水島臨海鉄道水島本線
  - 浦田駅
  - 弥生駅 - 栄駅 - 常盤駅 - 水島駅（厳密には水島地区）
- 水島臨海鉄道港東線
  - 東水島駅

道路
- 国道430号
- 岡山県道62号玉野福田線
- 岡山県道274号福田老松線
- 岡山県道393号鷲羽山公園線
- 岡山県道428号倉敷西環状線
- 倉敷市道駅前古城池霞橋線
  - 古城池トンネル